# 阿拉伯解放軍

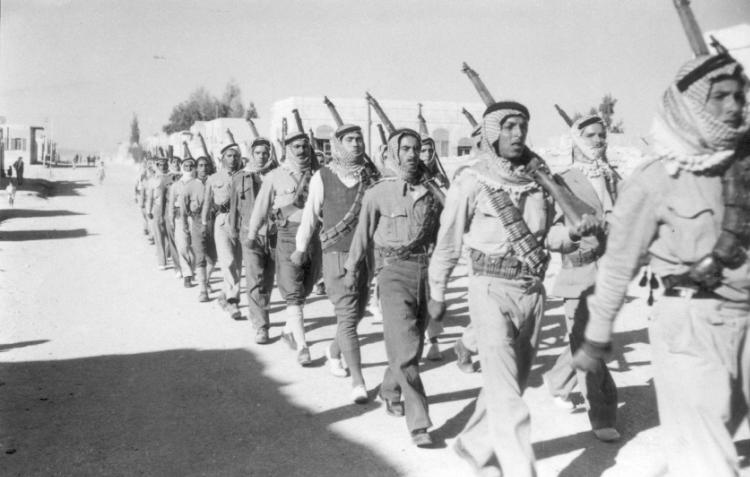
阿拉伯解放軍

阿拉伯解放军是第一次中东战争期間一支由阿拉伯人組成的志愿军。第一次中东战争期間，阿拉伯解放軍支持阿拉伯人對抗以色列。
截至1948年3月中旬，阿拉伯解放軍人数已达到6,000人左右，实际上可能只有 3,500人被部署到戰場。 
1949年第一次中東戰爭結束後，阿拉伯解放軍解散。